# Winfried Kron
Winfried Martin Kron (* 10. November 1941 in Laufach) ist ein Generalarzt außer Dienst des Heeres der Bundeswehr.

## Leben
Kron absolvierte das Abitur 1962 am humanistischen Gymnasium in Lohr am Main und von 1962 bis 1964 Wehrdienst als Reserveoffizieranwärter. Als Reserveoffizier wurde er bis zum Hauptmann befördert. 1964 begann er ein Studium der Medizin an der Friedrich-Alexander-Universität Erlangen-Nürnberg und erlangte 1970 das Staatsexamen und die Promotion.
Danach wurde Kron in der Laufbahn der Offiziere des Sanitätsdienstes in die Bundeswehr wiedereingestellt, durchlief eine fliegerärztliche Ausbildung und wurde als Fliegerarzt anerkannt. Von 1971 bis 1972 war er Truppen- und Fliegerarzt im leichten Heeresfliegertransportregiment 20 in Roth. Von 1972 bis 1978 bildete er sich als Arzt für Chirurgie bei Ernst Kern am Universitätsklinikum Würzburg weiter, wurde 1973 als Sportarzt anerkannt und 1978 als Arzt für Chirurgie. Von 1978 bis 1981 war er Bataillonskommandeur des Sanitätsbataillons 110 in Budel in den Niederlanden, von 1981 bis 1982 im Referat InSan I 2 im Führungsstab des Sanitätsdienstes im Bundesministerium der Verteidigung tätig, von 1982 bis 1983 Divisionsarzt der 10. Panzerdivision in Sigmaringen, von 1983 bis 1985 Chefarzt des Bundeswehrkrankenhauses Gießen, von 1985 bis 1988 Referatsleiter InSan II 1 und InSan 1 2 im Bundesministerium der Verteidigung, von Oktober 1988 bis September 1990 Generalarzt des Heeres im Heeresamt in Köln, vom 3. Oktober 1990 bis Ende März 1991 Generalarzt und Abteilungsleiter im Bundeswehrkommando Ost in Strausberg und ab April 1991 Unterabteilungsleiter I der Inspektion des Sanitäts- und Gesundheitswesens im Bundesministerium der Verteidigung in Bonn. Mit Ablauf des November 1992 wurde er in den einstweiligen Ruhestand versetzt, nachdem es Vorwürfe gegen ihn in Zusammenhang mit einem Verbindungs- und Beobachtungshubschrauber gab. Sein Nachfolger wurde Karl Wilhelm Demmer.
Ab 1981 war Kron Dozent für Katastrophenmedizin an der Katastrophenschutzschule des Bundes und ab 1989 Mitglied der Kammerversammlung der Ärztekammer Nordrhein.
Kron ist römisch-katholisch, verheiratet und hat einen Sohn.

## Werke
- Über den Einfluß sozialer Faktoren auf die Plazentarperiode. Erlangen-Nürnberg 1970 (40-seitige Dissertation vom 30. Juli 1970).